# دوور (مینه‌سوتا)
دوور، مینه‌سوتا (به انگلیسی: Dover, Minnesota) یک شهر در ایالات متحده آمریکا است که در مینه‌سوتا واقع شده‌است.

## خصوصیات
دوور ۲٫۵۹ کیلومترمربع مساحت و طبق سرشماری سال ۲۰۱۰ ایالات متحده، ۷۳۵ نفر جمعیت داشته و ۳۵۲ متر بالاتر از سطح دریا واقع شده‌است.